# Zemo Gulripshi
Zemo Gulripshi (en georgiano: ზემო გულრიფში; en abjasio: Аҩадатәи Гәылрыԥшь, romanizado: Ayadatui Gulripsh) es una aldea que pertenece a la parcialmente reconocida República de Abjasia, parte del distrito de Gulripshi, aunque de iure pertenece al municipio de Gulripshi de la República Autónoma de Abjasia de Georgia.

## Geografía
Zemo Gulripshi se encuentra en la llanura del mar Negro. La aldea está a 2 km de Gulripshi y se administra desde el pueblo de Machara.

## Demografía
La evolución demográfica de Zemo Gulripshi entre 1959 y 1989 fue la siguiente:
| 1070                                                | 1803 |
| (Fuente: Population of Abkhazia since Soviet times) |      |

Antes de la guerra de Abjasia, la mayoría de la población local eran georgianos, rusos y armenios.